# Carl Arendts

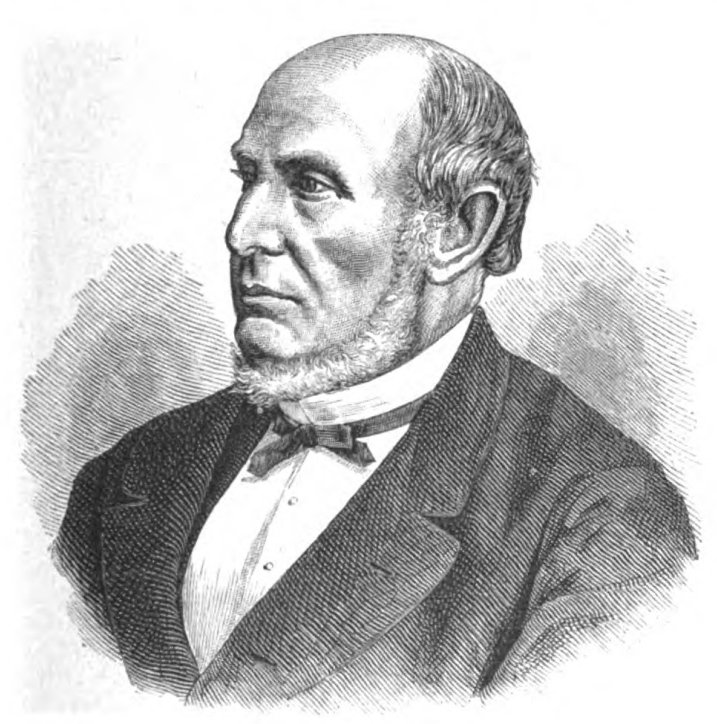
Carl Arendts

Carl Arendts (* 15. Juli 1815 in Ingolstadt; † 12. Oktober 1881 in Possenhofen) war ein deutscher Geograph.

## Leben
Carl Arendts begann an der Ludwig-Maximilians-Universität Mineralogie und Geologie zu studieren. 1835 wurde er Mitglied des Corps Suevia München. Er wechselte an die Friedrich-Alexander-Universität Erlangen. Zum Dr. phil. promoviert, war er von 1847 bis 1874 Professor für Geographie und Naturgeschichte an der Bayerischen Kadettenkorps in München. Er gründete 1869 die Geographische Gesellschaft München und war bis zu seinem Tode ihr Schriftführer. Am 13. Oktober 1874 wurde er in die Deutsche Akademie der Naturforscher Leopoldina gewählt. Er verfasste zahlreiche geographische Lehrbücher und Kartenwerke und redigierte die ersten drei Jahrgänge der Deutschen Rundschau für Geographie und Statistik. Arendts wurde auf eigenen Wunsch am 14. Oktober in Pöcking begraben.